# Resolución de Montevideo
La Resolución de Montevideo es la forma coloquial como se conoce a la Resolución IV.4.422-4224, fue una resolución adoptada por la Organización de las Naciones Unidas el 10 de diciembre de 1954. En ella se insta al director general a seguir de cerca la constante evolución en el uso del esperanto en la ciencia, la educación y la cultura y, a tal fin, colaborar con la Asociación Universal de Esperanto en asuntos concernientes a ambas organizaciones.

## Texto
- IV.1.4.422

La Conferencia General, habiendo discutido el Informe del director general respecto a la Petición Internacional a favor del Esperanto;
- IV.1.4.4221

Toma nota de los resultados alcanzados gracias al Esperanto en el ámbito de los intercambios intelectuales internacionales y en pro del acercamiento de los pueblos del mundo;
- IV.1.4.4222

Reconoce que dichos resultados corresponden a los objetivos e ideales de UNESCO;
- IV.1.4.4223

Toma nota de que los múltiples Estados miembros han informado sobre su disposición de introducir o ampliar la enseñanza del Esperanto en sus escuelas o instituciones educativas superiores, y solicita a dichos Estados miembros la información periódica al director general sobre los resultados alcanzados en ese campo;
- IV.1.4.4224

Insta al director general a seguir de cerca la constante evolución en el uso del Esperanto en la ciencia, la educación y la cultura y, a tal fin, colaborar con la Asociación Universal de Esperanto en asuntos concernientes a ambas organizaciones.